# Янсі (округ, Північна Кароліна)
Шаблон:StateAbbr_ 35°54′ пн. ш. 82°19′ зх. д. / 35.9° пн. ш. 82.31° зх. д.
Округ Янсі (англ. Yancey County) — округ (графство) у штаті Північна Кароліна, США. Ідентифікатор округу 37199.

## Історія
Округ утворений 1833 року.

## Демографія
За даними перепису 2000 року загальне населення округу становило 17774 осіб, усе сільське. Серед мешканців округу чоловіків було 8694, а жінок — 9080. В окрузі було 7472 домогосподарства, 5373 родин, які мешкали в 9729 будинках. Середній розмір родини становив 2,81.
Віковий розподіл населення поданий у таблиці:
| Стать    | До 15 років | 15-21 | 22-29 | 30-39 | 40-49 | 50-65 | 65-85 | Понад 85 |
| -------- | ----------- | ----- | ----- | ----- | ----- | ----- | ----- | -------- |
| Чоловіки | 1604        | 712   | 817   | 1192  | 1342  | 1631  | 1273  | 123      |
| Жінки    | 1526        | 646   | 750   | 1155  | 1354  | 1808  | 1576  | 265      |

## Суміжні округи
- Мітчелл — північний схід
- Макдавелл — південний схід
- Банком — південний захід
- Медісон — захід
- Юнікой, Теннессі — північний захід

## Виноски
1. ↑  U.S. Decennial Census. United States Census Bureau. Архів оригіналу за 4 квітня 2018. Процитовано 20 січня 2015.
2. ↑  Historical Census Browser. University of Virginia Library. Архів оригіналу за 11 серпня 2012. Процитовано 20 січня 2015.
3. ↑  Forstall, Richard L., ред. (27 березня 1995). Population of Counties by Decennial Census: 1900 to 1990. United States Census Bureau. Архів оригіналу за 3 березня 2015. Процитовано 20 січня 2015.
4. ↑  Census 2000 PHC-T-4. Ranking Tables for Counties: 1990 and 2000 (PDF). United States Census Bureau. 2 квітня 2001. Архів оригіналу (PDF) за 18 грудня 2014. Процитовано 20 січня 2015.
5. ↑  State & County QuickFacts. United States Census Bureau. Архів оригіналу за 22 липня 2011. Процитовано 30 жовтня 2013. [Архівовано 2011-06-07 у Wayback Machine.](англ.) Наведено за англійською вікіпедією.
6. ↑  American FactFinder. Бюро перепису населення США. Архів оригіналу за 26 лютого 2012. Процитовано 31 січня 2008. [Архівовано 2008-05-21 у Wayback Machine.]

| США | Це незавершена стаття з географії США. Ви можете допомогти проєкту, виправивши або дописавши її. |